# Bad Kötzting
Bad Kötzting (tên trước năm 2005: Kötzting) là một thị trấn ở huyện Cham, bang Bayern, Đức, gần biên giới với Cộng hòa Séc. Thị trấn nằm trong rừng Bayern, 15 km (9 mile) về phía đông nam Cham.
Bad Kötzting là một đô thị du lịch.

## Kết nghĩa
Bad Kötzting là một thành viên sáng lập của Douzelage, một hiệp hội kết nghĩa đô thị với 23 đô thị khắp Liên minh châu Âu.
| - Altea, Tây Ban Nha - Bellagio, Italia - Bundoran, Cộng hòa Ireland - Chojna, Ba Lan - Granville, Pháp - Holstebro, Đan Mạch - Houffalize, Bỉ - Judenburg, Áo | - Karkkila, Phần Lan - Kőszeg, Hungary - Marsaskala, Malta - Meerssen, Hà Lan - Niederanven, Luxembourg - Oxelösund, Thụy Điển - Prienai, Litva | - Preveza, Hy Lạp - Sesimbra, Bồ Đào Nha - Sherborne, Anh - Sigulda, Latvia - Sušice, Cộng hòa Séc - Türi, Estonia - Zvolen, Slovakia |